# غرفة المثيرات الحسية
غُرفة المثيرات الحسّية هي عبارة عن غرفة خاصة تم تصميمها لتنمية حواس البشر.؛ حيث يُمكن استخدامها كعلاج للأطفال الذين يعانون من محدودية مهارات التواصل.
كما يُطلق عليها في بعض الأحيان ؛غرفة المثيرات الحسية المتعددة أو الغرفة البيضاء أو الغرفة الهادئة.